# 簡稚澄
簡稚澄（1984年—2016年5月12日），臺灣女性獸醫，桃園市政府動物保護處動物管制課技士，生前任職於桃園市新屋區的桃園市動物保護教育園區。2016年5月5日，為了向政府及社會大眾表達正視流浪動物生命權之理念，服下動物用安樂死藥物自戕身亡。

## 生平
簡稚澄為臺北市人，體質對貓狗毛有嚴重過敏。雖然雙親不准小動物進家門，但她從小到大，就會在街頭逗弄小貓、小狗。當她看到小狗蜷曲街頭，會毫不猶豫地抱起牠去看醫生、掃晶片，為流浪動物找家。

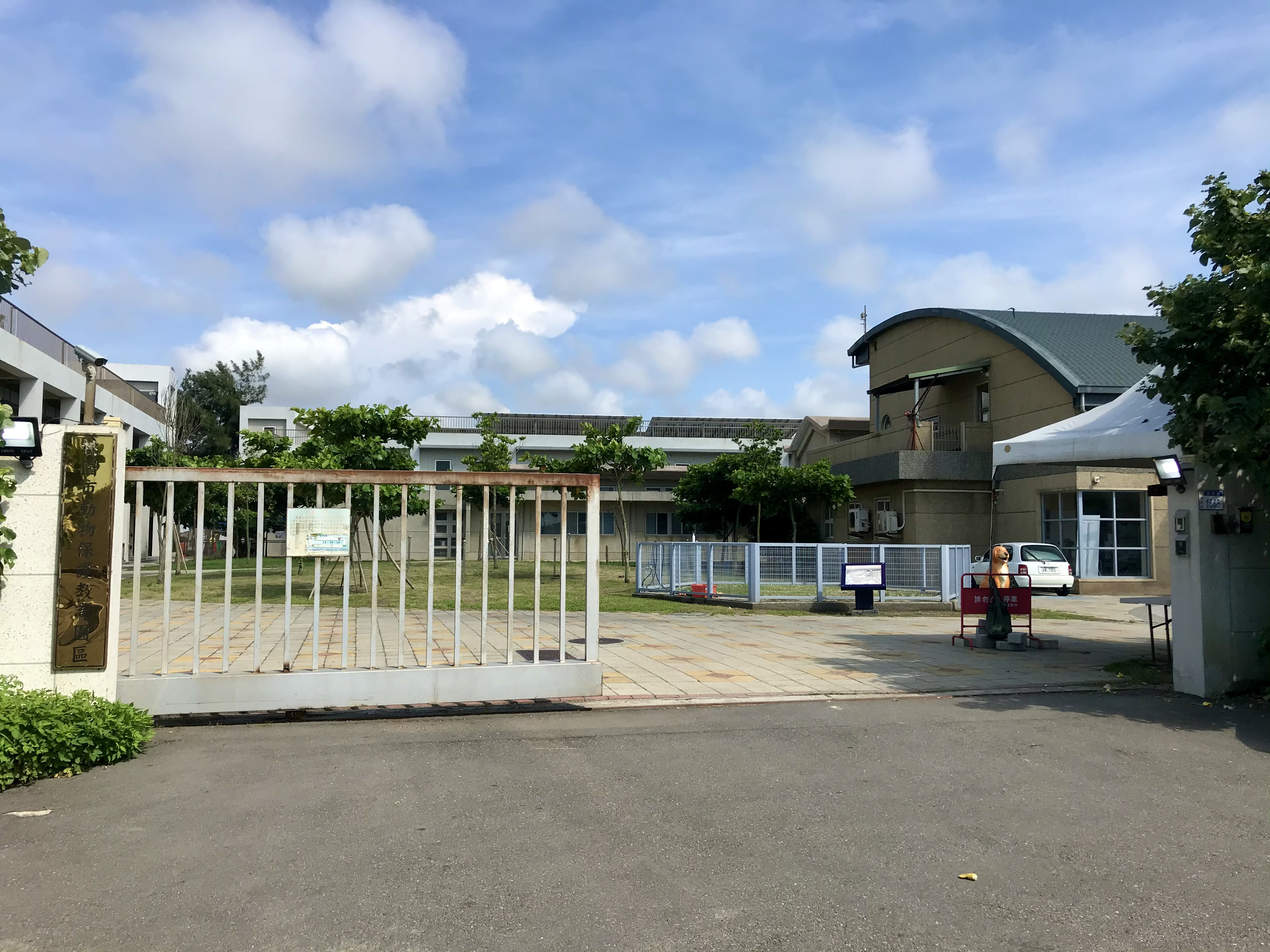
桃園市動物保護教育園區

簡稚澄就讀國立臺灣大學獸醫系時，曾獲五次書卷獎。大學期間，她曾在新屋鄉動保園區參訪與實習，特別喜歡這個環境，尤其是與小動物在一起，曾見到街頭流浪狗，眼珠受創到差點掉出來，便忍著淚水，把狗的眼球推回去，再進行縫合手術。2009年畢業後，她立即考上基層特考獸醫類科榜首，因認為當獸醫只能一對一對動物治療，到收容所更可宣揚以認養代替購買的理念，便選擇到新屋鄉動保園區工作。2010年《聯合報》採訪時，記者形容北一女畢業的她是長髮美女，說話時輕聲細語、臉上不脫稚氣，但談到「有毛」的哺乳類動物，眼睛就會閃閃發亮。
簡稚澄職稱是動物管制課技士，但所執行之公務繁雜，因而被喚為「園長」，但她非主管職，未領取主管加給，實際執行收容動物醫療工作之比例卻不及其業務內容的百分之十五。共事過的同事表示，她工作很認真，不僅很少午休，還經常加班照顧狗隻。動物防疫所所長傅學理曾說，動物保護教育園區位處偏遠地區，不少考上公職獸醫的人都不願來，來了也待不久，沒想到竟有人把職缺列成第一志願。因為收容欄位不足，動保園區每周一、五執行安樂死。她到動保園區第一年，最難調適的是幫貓狗安樂死這件事。當她第一次看到狗被安樂死時，回到家就哭了整晚。
桃園市推廣動物保護協會理事鄧巧玲和簡稚澄一起規劃安樂死作業流程，讓將處死的狗先到草地上吹風、曬太陽、一口口餵牠們吃著肉條，再抱牠們上手術臺。因此，簡稚澄先盡量靠臉書傳播幫狗兒找到歸宿，若一定要處死，會在當日先帶狗散步、吃飯，抱著說話，讓牠們在最安心的時刻，被打下那一針，上路。她曾見到有民眾將養了十五年的老狗帶到此棄養，且還心知肚明老病的狗兒不會有民眾接手就會安樂死，更有棕色臘腸狗被主人說太黏主人而棄養。曾有幾次執行安樂死前，狗兒不斷把頭鑽進她懷裡撒嬌，她便當下「縱放」，努力幫狗找新主人。如一隻黑白相間、名為「胖達」的狗，在2013年8月12日依規須安樂死，當遛完園區時牠連繩帶棍拖著，逃到永安漁港，過幾天後走回動保園區找飯吃，還會找她玩，於是園方就不再處死。臺大獸醫系公衛實習會固定前往她服務的新屋收容所參觀，聽她分享收容所的點滴、看到她為動物做出的努力及犧牲。
2013年8月16日，導演吳易蓁的客家電視台單元劇「狗兒子」在新屋鄉動保園區開拍，故事敘說中輟生與流浪狗相遇。簡稚澄與劇組共同為舉行開鏡儀式，表示狂犬病疫情造成收容量暴增約三成，幸好多數民眾理性，近日已有緩和趨勢，希望此戲劇題材能引起大眾更重視生命教育。
簡稚澄從不在眾人面前為安樂死的狗貓哭泣，只在無人時偷拭淚，偶爾心情沮喪，就到園區裡的獸魂碑前低語。在她工作的六年內，桃園遊蕩街狗統計數量從約四千隻增至近九千隻，遠高於全國流浪狗增幅平均值。2014年，國際扶輪3500地區桃園第五分區七社聯合捐贈的黃金獵犬來福塑像揭幕時，她說去年園區收容八千五百多隻流浪犬、一千五百多隻流浪貓，被領養數則約四千多隻。她安樂死的狗約七百多隻，導致她在網路上被罵為「女屠夫」、咒她會下地獄。

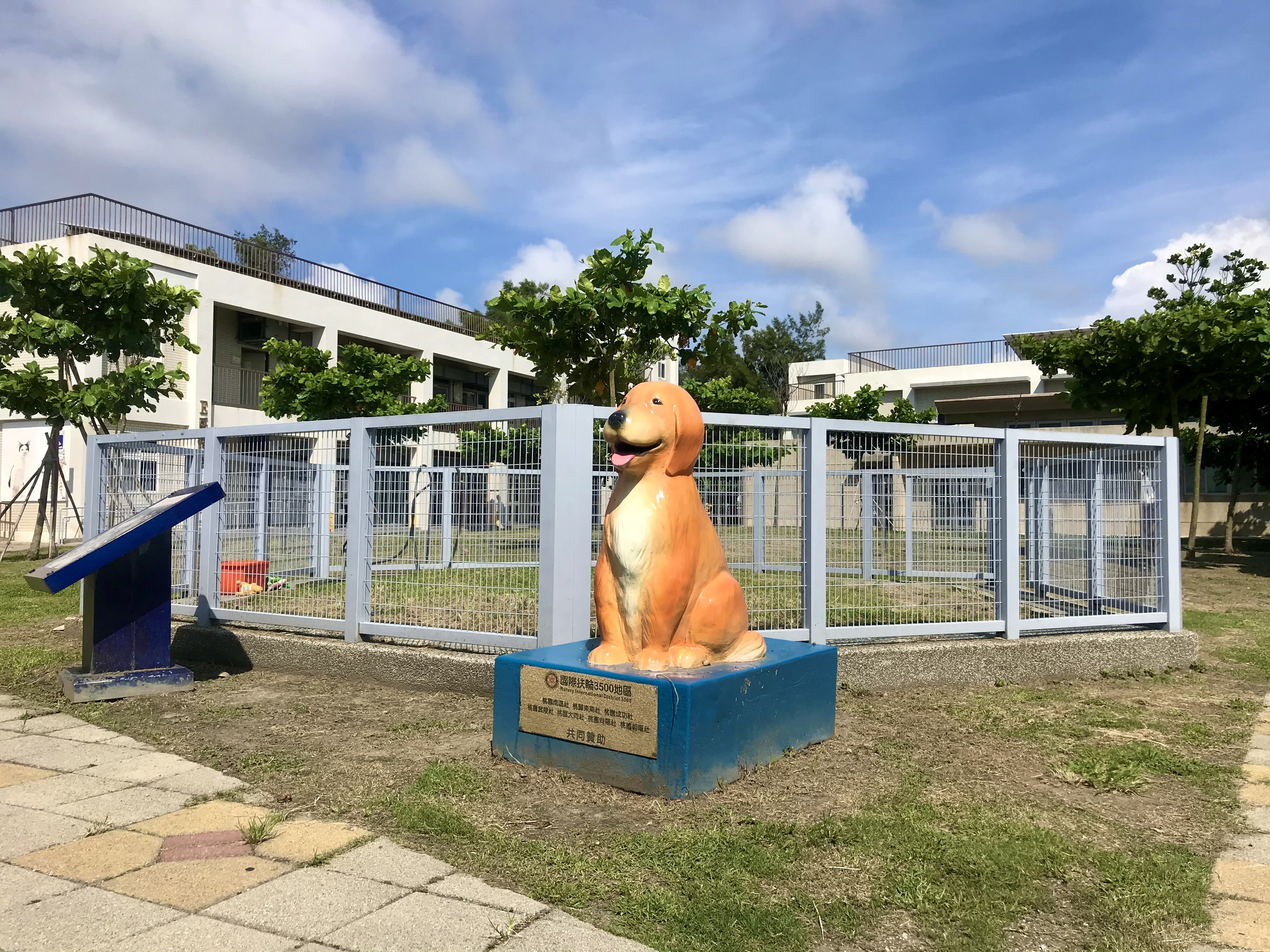
來福塑像

2016年4月25日，嘉義縣民雄收容所載狗到台南市徐園長護生園，途中因為超載、空調失效，造成三十八隻狗熱衰竭當場悶死、一隻狗被籠內其他狗咬死，所長翁有助降調為技士、承辦人技士陳怡嘉記過乙次。與簡稚澄親近的人表示，新屋區園區因此業務更加重。
2016年5月5日，三十二歲的簡稚澄被人發現開車停在觀音區白沙岬附近，服下狗的安樂死藥物自戕，留下給父母、丈夫以及同事的三封遺書，緊急送醫延至12日不治。遺書抗議動保結構的問題，直指流浪狗到了最下游的收容所都是苦難。

## 後續影響
因簡稚澄在職責上要執行動物安樂死，王浩宇質疑部分動保人士對她所任職的新屋動保園區的攻擊及網路霸凌，造成她的心理壓力。
2017年2月2日，英國廣播公司再次刊出「給自己安樂死的台灣獸醫」（The vet who 'euthanised' herself in Taiwan）專文。該月4日，中華民國政府新法上路，不再撲殺流浪動物。
在桃園市議員謝美英協調下，2020年6月6日起每周六日，桃園客運公車L602、L603永安路線終點站「永安漁港站」後，再增設「動保園區站」，以方便民眾前來認養動物。